# 江苏省港航集团江南公司
江苏省江南航运公司、曾名江苏省江南航运公司、江南航运公司，是中华人民共和国江苏省无锡地区唯一经营内河客运的全民所有制企业，后因内河航运衰退，2000年4月结束船舶货运业务。

## 沿革
1949年10月20日，无锡县成立苏南建华运输公司无锡营业处，专营京杭大运河无锡段客运，客运码头设在亮坝。最初仅有与私营西南轮局对开的无锡至溧阳线。1956年6月1日，更名为无锡航运管理局，办公大楼设在亮坝上8号，是无锡历史上个有首个有站埠设施的大型客运站，与当时无锡火车站、无锡汽车站成三足鼎立之势。之后，无锡内河轮船客运不断扩建，曾一度拥有无锡至宜兴、无锡至苏州、无锡至江阴及周边乡镇的航线21条。此外还有无锡至杭州、太湖一日游航线2条。
1965年发展到92条航线、每天218班次，以苏锡常为中心。1970年，由于当时文化大革命提倡上山下乡，无锡客运业务进入鼎盛阶段。1974年随着无锡开挖新运河，江南航运公司申请搬迁客运站与货运站。1985年，完成货运量224.06万吨、周转量57678万吨公里，是当时江苏省运量第一的公司（周转量江苏第三）。
1986年，无锡市修建江南航运大厦，位于梁溪河与新运河交叉处、湖滨路梁溪大桥旁，属当时无锡市区内最高建筑，客运也迁徙到湖滨路。然而随着文化大革命结束，无锡市公路运输及高速公路迅速崛起，1990年代开始，无锡内河客运不断锐减。1991年9月6日，公司经营的无锡至后塍、无锡至杨舍的两条内河客运航线，经江苏省交通厅运输管理局批准撤销停航；这也是无锡地区内河客运最后批被撤停的航线。
1993年1月1日，江苏省江南航运公司更名为江苏省港航集团江南公司，隶属于江苏省交通厅，拥有船舶400余艘，下设货运分公司、江南国际旅行社、船舶修理厂等。但是公司经营仍然受到公路发展影响，被迫收缩货运业务。1996年5月16日，公司与其他三家合资成立的无锡海运公司因无力偿还债务而向无锡市中级人民法院申请破产，6月11日法院正式宣告破产。2000年4月，公司转让最后的2个货运船队，停止运河船舶货物运输业务结束。